# Folha nasal

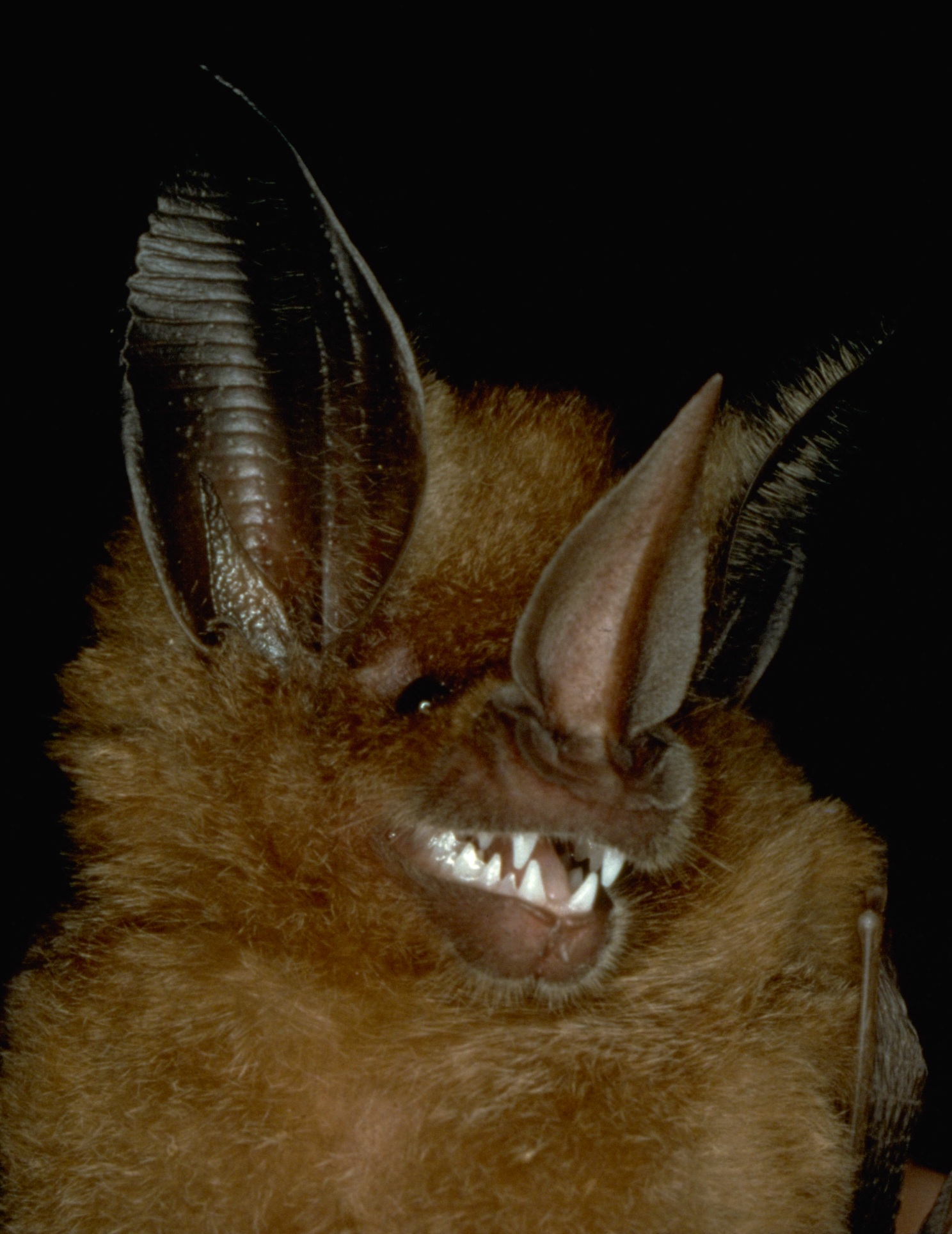
Folha nasal de Mimon bennettii. Observa-se que, neste caso, assemelha-se à folha de um vegetal.

Folha nasal é uma estrutura encontrada na extremidade de focinhos de alguns morcegos. Trata-se de uma região, geralmente bem pronunciada, em forma de lança ou de folha, presente em integrantes das famílias Hipposideridae, Phyllostomidae e Rhinolophidae. Devido à observação de ecolocalização praticada por tais mamíferos, acredita-se que a folha nasal esteja envolvida nesse processo, de modo a modificar e direcionar ondas sonoras do tipo ultrassons.
A folha nasal é bastante relevante na identificação e classificação de morcegos.